# Tõruvere
Tõruvere – wieś w Estonii, w prowincji Tartu, w gminie Alatskivi.